# BRT do Rio de Janeiro

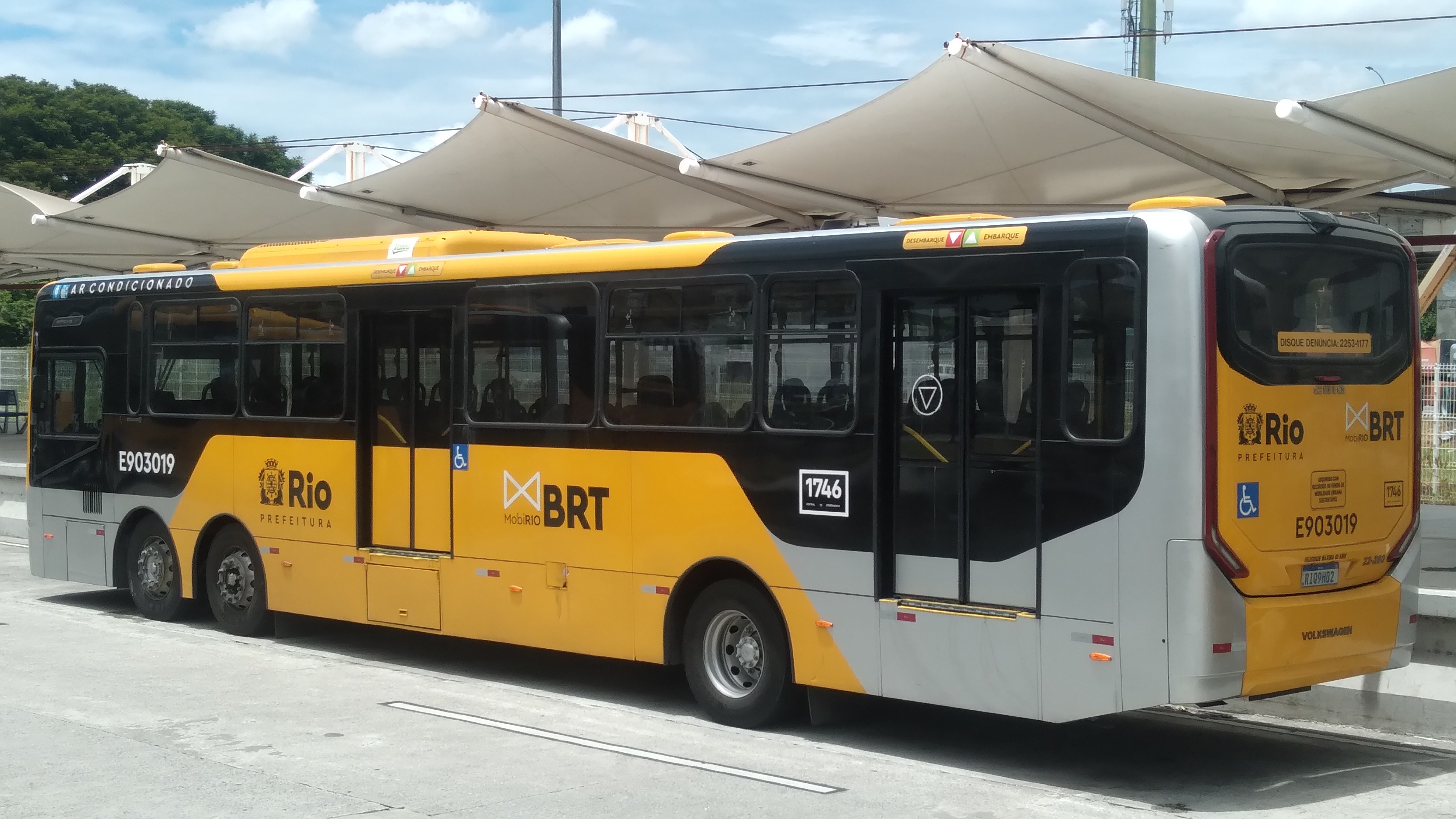
Apache Vip 5 da Mobi-Rio parado no Terminal Aroldo Melodia em Cidade Universitária, bairro do Rio de Janeiro

BRT Mobi-Rio, também chamado BRT do Rio de Janeiro, é um sistema de transporte coletivo do município do Rio de Janeiro, capital do estado homônimo, no Brasil. Ele opera desde 6 de junho de 2012, quando foi inaugurado pela administração do prefeito Eduardo Paes e do então governador fluminense Sérgio Cabral Filho, contando com a presença do então ex-presidente Lula. O projeto de Bus Rapid Transit and System é constituído de quatro corredores com BRTs de duas composições. Porém, o desafio da implantação da rede foi bem maior que o normal, pois estes corredores estão em vias expressas a serem construídas. Tal quantidade de obras que originalmente uma prefeitura sozinha não seria capaz de realizar em seis anos; período entre a escolha da cidade para receber os Jogos Olímpicos de Verão de 2016 e a realização desta em agosto de 2016.
O projeto recebeu financiamento do Ministério das Cidades, Ministério dos Transportes, e Governo Fluminense além do capital da prefeitura e empréstimos do BNDES. Tendo ao todo desde 2024, sido inaugurado os corredores TransOeste, TransCarioca, TransBrasil e TransOlímpica.

## História

Primeiro logotipo do BRT do Rio de Janeiro (2012-2022)

O BRT do Rio de Janeiro foi inaugurado em 6 de junho de 2012, com a administração do prefeito Eduardo Paes e do governador fluminense Sérgio Cabral Filho, contando com a presença do ex-presidente Lula. O BRT começou a operar com o corredor TransOeste em sua inauguração, em 1° de junho de 2014 começou a operar o corredor TransCarioca com trechos disponibilizados gradativamente, e em 9 de junho de 2016 foi inaugurado o corredor TransOlímpica, destinado para realização dos Jogos Olímpicos de Verão de 2016. E no dia 24 de fevereiro de 2024 foi inaugurado o corredor TransBrasil, depois de 7 anos de atraso.
Ao longo dos anos desde sua inauguração, o sistema BRT foi tendo decadência do serviço com inúmeros atrasos e de superlotação nos ônibus.

### Paralisação no BRT Rio

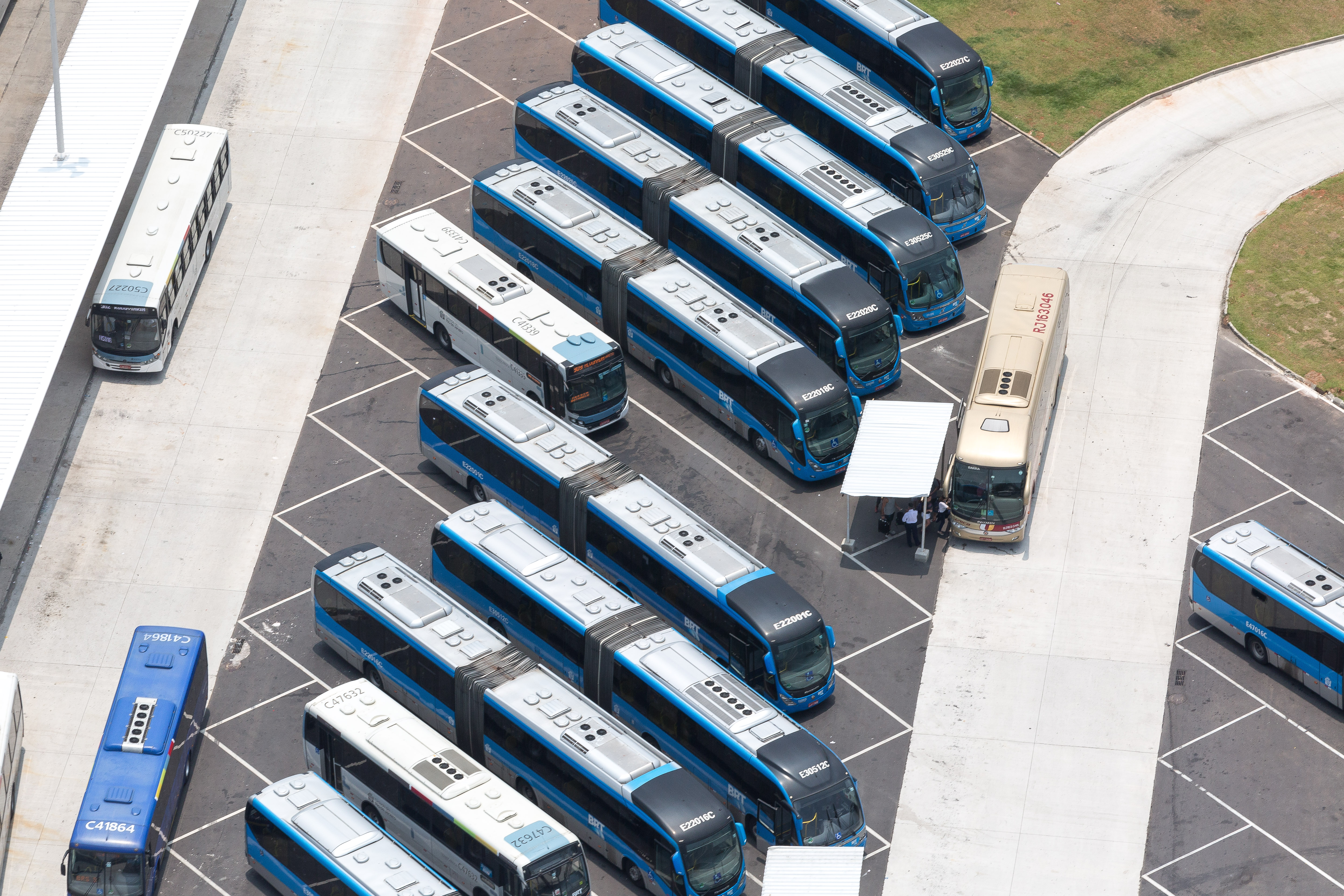
Vista aérea do Estacionamento dos BRTs

O presidente do BRT Rio Luiz Martins, disse que o consórcio não possui recursos em caixa "sequer para pagar a segunda parte do salário de janeiro", que estava prevista para sexta-feira, 5 de fevereiro de 2021.
Por isso, os motoristas do consórcio entraram em greve em 1 de fevereiro de 2021. Todas as estações ficaram fechadas, mais de 170 mil pessoas tiveram que se deslocar em ônibus normais e os articulados foram impedidos pelos grevistas de saírem das garagens. O município entrou em estágio de atenção por causa da greve. Um dia depois, a greve terminou e houve acordos entre os funcionários, o consórcio e a prefeitura do Rio.

### "Caducidade" da concessão

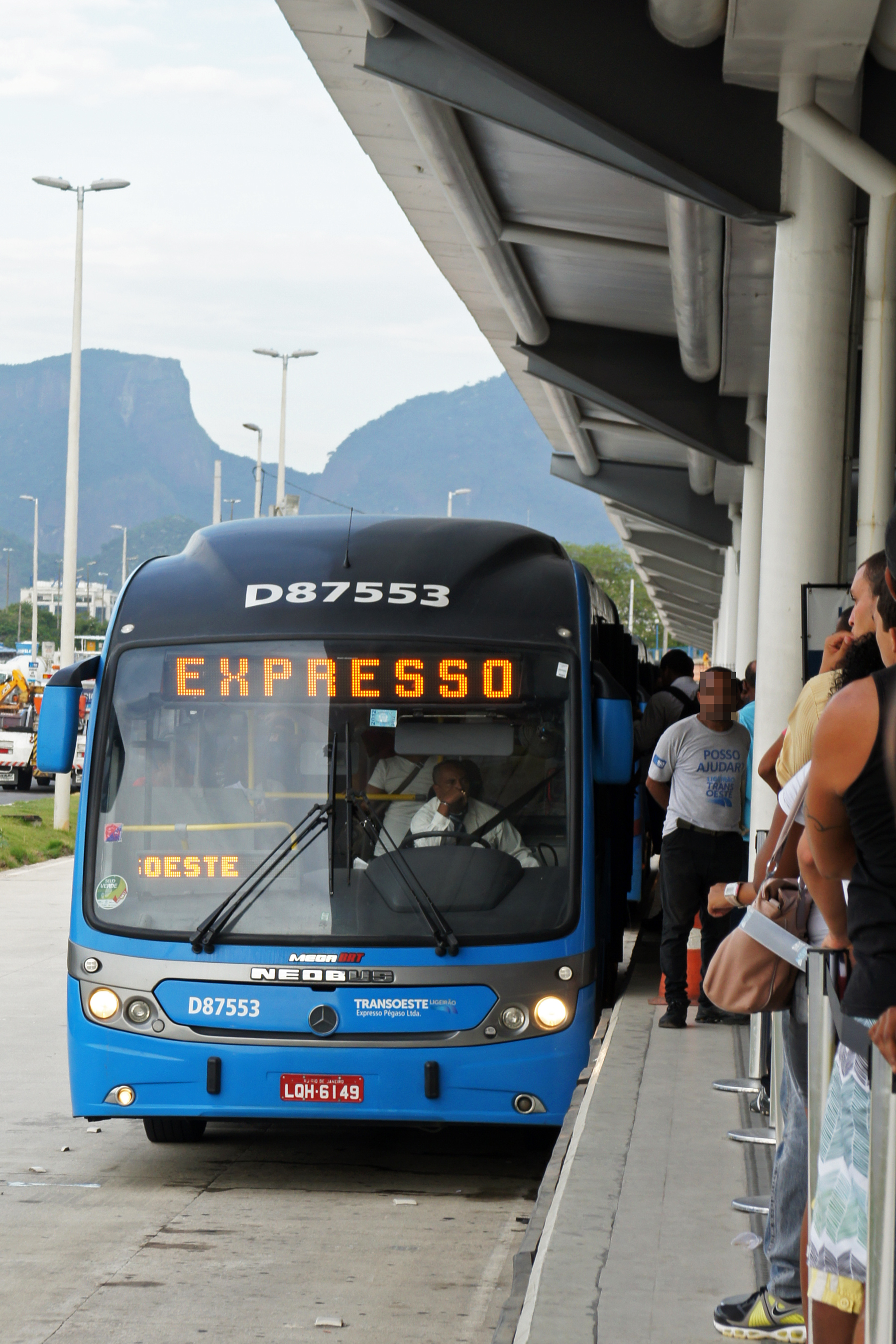
Neobus Mega BRT, numa estação dos corredores exclusivos

Em fevereiro de 2022, a prefeitura do Rio de Janeiro publicou um decreto que promoveu uma caducidade do contrato de concessão do sistema BRT Rio e entregando a operação do serviço ao poder público. O decreto também transferiu a gestão e manutenção de frotas, estações e terminais para a Companhia Municipal de Transportes Coletivos (Mobi-Rio).
Em fevereiro de 2022, a Secretaria Municipal de Transportes (SMTR) publicou no Diário Oficial, um edital de uma nova licitação para a compra de novos ônibus para a frota do sistema BRT. Em abril do mesmo ano, a SMTR publicou no Diário Oficial, uma nova outra licitação depois do fracasso da licitação anterior.
Nessa mesma licitação aberta em abril, houve o fornecimento de 191 veículos, sendo 71 ônibus convencionais e 120 articulados. E em maio do mesmo ano, a prefeitura do Rio de Janeiro finalizou a licitação com a compra de mais 100 ônibus articulados, contando com 220 articulados no total.

## Corredores

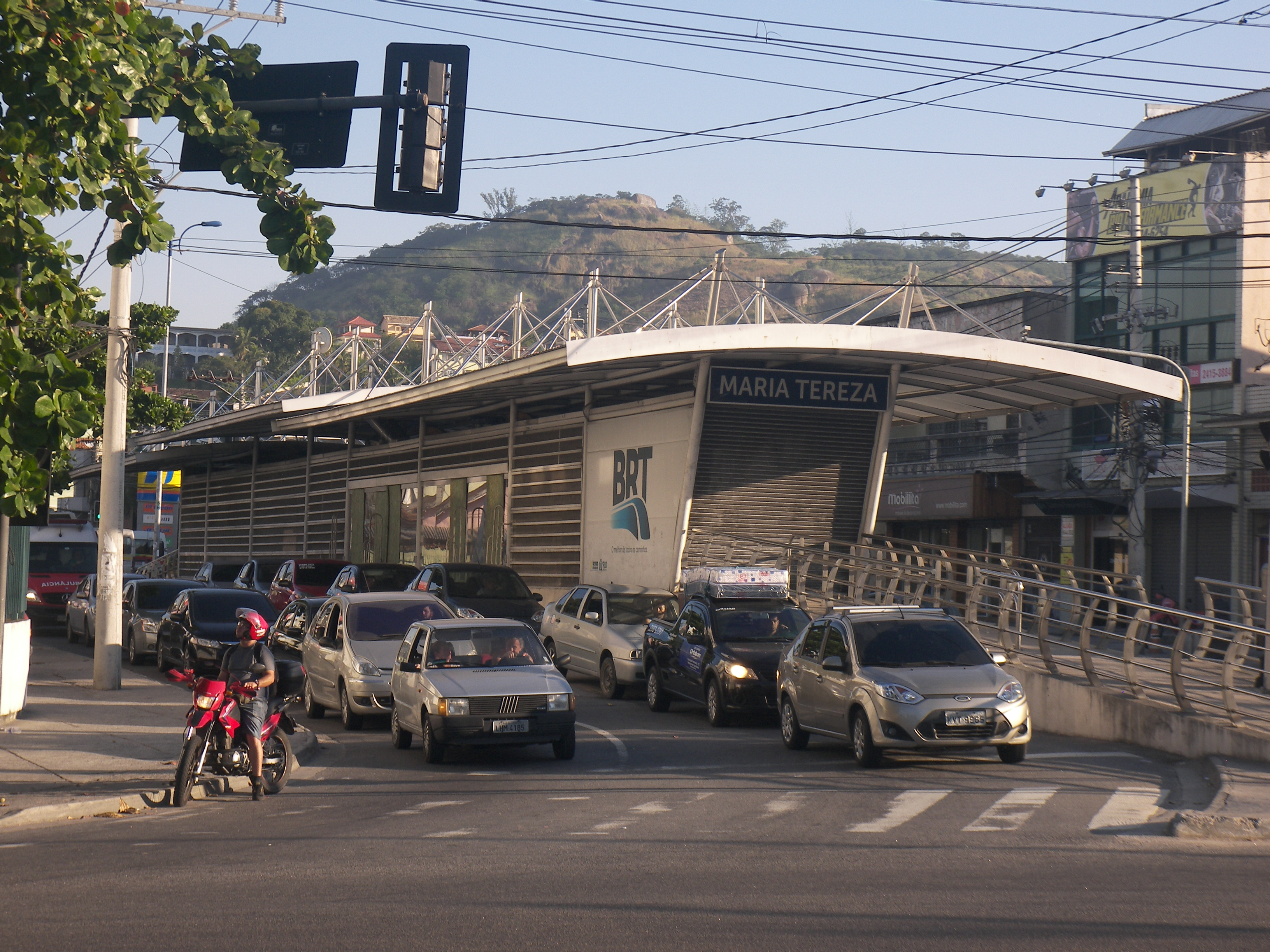
Estação Maria Tereza, na Estrada do Monteiro, em Campo Grande.

Constitui-se de quatro corredores com um total de 150 quilômetros e 133 estações.
O corredor TransOeste construído em apenas 2 anos e meio e o túnel vice-presidente da república José Alencar; faz a ligação entre Barra da Tijuca e Santa Cruz; sendo estendida para ligar Jardim Oceânico ao Terminal Alvorada. Tendo integrações com a estação terminal da Linha 4 do Metrô do Rio, TransCarioca, TransOlímpica, e trens da SuperVia. Tem um total de 56 quilômetros e 66 estações desde junho de 2022.
O corredor TransCarioca faz a ligação entre Barra da Tijuca e Galeão, integrando-se ao Terminal Alvorada, TransOlímpica, aos trens da SuperVia, a Linha 2 do Metrô do Rio, TransBrasil e ao Aeroporto Internacional Tom Jobim. Tem 39 quilômetros e 46 estações desde junho de 2022.
O corredor TransOlímpica faz a ligação entre Recreio dos Bandeirantes e Deodoro, integrando-se ao TransOeste e TransCarioca. Tem 23 quilômetros e 21 estações desde junho de 2022.
O corredor TransBrasil liga o Terminal Deodoro em Deodoro ao Terminal Gentileza em São Cristóvão, percorrendo ao longo da Avenida Brasil. Integra-se aos corredores TransCarioca e TransOlímpica, aos trens da SuperVia, ao VLT e à Linha 2 do Metrô do Rio. Tem 26 quilômetros e 20 estações desde fevereiro de 2024. Em 2013, a prefeitura estimou que este será o maior serviço de ônibus articulado do mundo em número de passageiros. As obras seguiram no corredor da TransBrasil sendo feitas pelas construtoras Odebrecht (atual OEC), Grupo OAS e Queiroz Galvão, simultaneamente. O corredor foi inaugurado em fevereiro de 2024 com sete anos de atraso.
O serviço Conexão BRT faz a integração dos corredores TransOeste, TransOlímpica e TransBrasil, com o trajeto tendo estações em pontos de ônibus convencionais.
| Corredor       | Bairros | Estações |
| -------------- | --- | -------- |
| Trans-Oeste    | Campo Grande↔Inhoaíba↔Cosmos↔Paciência↔Santa Cruz↔Guaratiba↔ Ilha de Guaratiba ↔Recreio dos Bandeirantes↔Barra da Tijuca↔Jardim Oceânico                                                                   | 66       |
| Trans-Carioca  | Barra da Tijuca↔Jacarepaguá↔Curicica↔Taquara↔Tanque↔Praça Seca↔Campinho↔Madureira↔Vaz Lobo↔Vicente de Carvalho↔Penha↔Olaria↔Ramos↔Bonsucesso↔Cidade Universitária↔Galeão↔Aeroporto Internacional Tom Jobim | 46       |
| Trans-Brasil   | São Cristóvão↔Santo Cristo↔Caju↔Vasco da Gama↔Manguinhos↔Maré↔Ramos↔Cordovil↔Vigário Geral↔Parada de Lucas↔Irajá↔Coelho Neto↔Barros Filho↔Guadalupe↔Deodoro                                                | 20       |
| Trans-Olímpica | Recreio dos Bandeirantes↔Jacarepaguá↔Curicica↔Taquara↔Jardim Sulacap↔Magalhães Bastos↔Vila Militar↔Deodoro                                                                                                 | 21       |

## Linhas
São as linhas que operam regularmente.
| Linha                                                | Terminais                                             | Serviço     | Estações | Funcionamento |
| ---------------------------------------------------- | ----------------------------------------------------- | ----------- | -------- | --- |
| 10                                                   | Terminal Santa Cruz ↔ Terminal Alvorada               | Expresso    | 14       | Segunda a Sexta ⇒ Saindo de Santa Cruz: 4h às 22h45 ⇒ Saindo do Terminal Alvorada: 4h40 às 00h Sábado ⇒ Saindo de Santa Cruz: 04h às 22h55 ⇒ Saindo do Terminal Alvorada: 4h40 às 00h Domingo ⇒ Saindo de Santa Cruz: 4h às 22h50 ⇒ Saindo do Terminal Alvorada: 4h35 às 00h |
| 11N                                                  | Terminal Santa Cruz ↔ Terminal Alvorada               | Parador     | 37       | Diariamente ⇒ Saindo de Santa Cruz: 20h30 às 3h30 ⇒ Saindo do Terminal Alvorada: 22h00 às 4h |
| 12                                                   | Pingo D'Água ↔ Terminal Alvorada                      | Expresso    | 7        | Segunda a Sexta ⇒ Saindo do Pingo D’Água: 4h às 22h10 ⇒ Saindo da Terminal Alvorada: 04h20 às 23h10 Sábado ⇒ Saindo do Pingo D’Água: 4h às 22h15 ⇒ Saindo da Terminal Alvorada: 4h55 às 23h15 Domingo ⇒ Saindo do Pingo D’Água: 4h à 22h ⇒ Saindo da Terminal Alvorada: 5h05 às 23h10 |
| 13                                                   | Terminal Mato Alto ↔ Terminal Alvorada                | Expresso    | 6        | Segunda a Sexta ⇒ Saindo do Mato Alto: 4h às 19h10 ⇒ Saindo do Terminal Alvorada: 4h50 às 20h05 Sábado ⇒ Saindo do Mato Alto: 4h às 10h ⇒ Saindo do Terminal Alvorada: 4h50 às 9h10 |
| 14                                                   | Terminal Recreio ↔ Paciência/Santa Eugênia            | Semi-direto | 12       | Segunda a Sexta ⇒ Saindo de Paciência: 4h às 9h \| 17h às 19h50 ⇒ Saindo de Terminal Recreio: 05h05 às 07h50 \| 16h às 21h |
| 15                                                   | Terminal Curral Falso ↔ Terminal Alvorada             | Expresso    | 10       | Segunda a Sexta ⇒ Saindo de Terminal Curral Falso: 4h às 9h \| 17h às 20h ⇒ Saindo de Terminal Alvorada: 5h às 8h \| 16h às 21h Sábado ⇒ Saindo de Terminal Curral Falso: 4h às 10h \| 16h às 20h ⇒ Saindo de Terminal Alvorada: 5h às 9h \| 15h às 21h |
| 16                                                   | Terminal Magarça ↔ Terminal Alvorada                  | Expresso    | 6        | Segunda a Sexta ⇒ Saindo de Terminal Magarça: 5h às 8h ⇒ Saindo de Terminal Alvorada: 6h às 7h |
| 17                                                   | Terminal Campo Grande ↔ Terminal Santa Cruz           | Parador     | 25       | Diariamente ⇒ Saindo de Terminal Campo Grande: 24h ⇒ Saindo de Terminal Santa Cruz: 24h |
| 18                                                   | Pontal ↔ Terminal Jardim Oceânico                     | Expresso    | 14       | Segunda a Sexta ⇒ Saindo do Pontal: 5h às 10h \| 16h45 às 20h15 ⇒ Saindo do Terminal Jardim Oceânico: 5h45 às 9h15 \| 16h às 21h |
| 19                                                   | Pingo D'Água ↔ Salvador Allende                       | Expresso    | 6        | Segunda a Sexta ⇒ Saindo do Pingo D’Água: 4h às 8h \| 16h50 às 20h05 ⇒ Saindo da Salvador Allende: 4h55 às 7h10 \| 16h às 21h |
| 20                                                   | Terminal Santa Cruz ↔ Salvador Allende                | Expresso    | 13       | Segunda a Sexta ⇒ Saindo de Santa Cruz: 16h às 22h ⇒ Saindo de Salvador Allende: 15h às 23h Sábado ⇒ Saindo de Santa Cruz: 16h às 22h ⇒ Saindo de Salvador Allende: 15h às 23h |
| 22                                                   | Terminal Jardim Oceânico ↔ Terminal Alvorada          | Parador     | 9        | Diariamente ⇒ Saindo do Terminal Alvorada: 24h ⇒ Saindo do Terminal Jardim Oceânico: 24h |
| 25A                                                  | Terminal Mato Alto ↔ Terminal Alvorada                | Parador     | 27       | Segunda a Sexta ⇒ Saindo do Mato Alto: 4h à 21h ⇒ Saindo da Terminal Alvorada: 4h às 22h Sábado e Domingo ⇒ Saindo do Mato Alto: 4h às 21h ⇒ Saindo da Terminal Alvorada: 4h15 às 22h05 |
| 31                                                   | Terminal Alvorada ↔ Vicente de Carvalho               | Semi-direto | 3        | Segunda a Sexta ⇒ Saindo de Vicente de Carvalho: 5h às 9h \| 17h às 19h ⇒ Saindo do Terminal Alvorada: 6h à 8h \| 16h às 20h |
| 35                                                   | Terminal Paulo da Portela ↔ Terminal Alvorada         | Parador     | 25       | Diariamente ⇒ Saindo do Terminal Paulo da Portela: 24h ⇒ Saindo do Terminal Alvorada: 24h |
| 40                                                   | Terminal Paulo da Portela ↔ Terminal Alvorada         | Expresso    | 9        | Segunda a Sexta ⇒ Saindo do Terminal Paulo da Portela: 5h às 10h \| 15h50 às 20h15 ⇒ Saindo do Terminal Alvorada: 5h50 às 9h10 \| 15h às 21h05 Sábado ⇒ Saindo do Terminal Paulo da Portela: 5h às 20h20 ⇒ Saindo do Terminal Alvorada: 5h50 às 21h10 |
| 41                                                   | Terminal Paulo da Portela ↔ Terminal Recreio          | Expresso    | 8        | Segunda a Sexta ⇒ Saindo do Terminal Paulo da Portela: 5h às 20h10 ⇒ Saindo do Terminal Recreio: 5h50 às 21h |
| 42                                                   | Madureira (Manaceia) ↔ Aeroporto Tom Jobim/Galeão     | Parador     | 20       | Diariamente ⇒ Saindo da Madureira (Manaceia)/Galeão: 24h |
| 43                                                   | Santa Efigênia ↔ Terminal Aroldo Melodia (Fundão)     | Expresso    | 11       | Segunda a Sexta ⇒ Saindo de Santa Efigênia: 5h às 9h \| 16h às 20h ⇒ Saindo do Terminal Aroldo Melodia (Fundão): 5h às 9h \| 16h às 20h |
| 46                                                   | Penha ↔ Terminal Alvorada                             | Expresso    | 11       | Segunda a Sexta ⇒ Saindo da Penha: 4h às 22h10 ⇒ Saindo do Terminal Alvorada: 4h05 às 23h25 Sábado e Domingo ⇒ Saindo da Penha: 4h às 21h50 ⇒ Saindo do Terminal Alvorada: 4h às 23h05 |
| 50                                                   | Terminal Centro Olímpico ↔ Terminal Jardim Oceânico   | Parador     | 17       | Segunda a sexta ⇒ Saindo do Terminal Centro Olímpico: 4h às 00h ⇒ Saindo do Terminal Jardim Oceânico: 4h às 00h Sábado e Domingo ⇒ Saindo do Terminal Centro Olímpico: 4h às 23h15 ⇒ Saindo do Terminal Jardim Oceânico: 4h às 00h |
| 51                                                   | Terminal Recreio ↔ Terminal Deodoro                   | Parador     | 19       | Diariamente ⇒ Saindo de Terminal Deodoro: 24h ⇒ Saindo do Terminal Recreio: 24h |
| 52                                                   | Terminal Deodoro ↔ Terminal Alvorada                  | Parador     | 21       | Segunda a Sexta ⇒ Saindo de Terminal Deodoro: 4h às 9h05 \| 16h50 às 22h10 ⇒ Saindo do Terminal Alvorada: 4h55 às 8h15 \| 16h às 23h Sábado ⇒ Saindo de Terminal Deodoro: 4h às 9h05 \| 16h50 às 22h10 ⇒ Saindo do Terminal Alvorada: 4h55 à 8h15 \| 16h às 23h Domingo ⇒ Saindo de Terminal Deodoro: 4h às 9h \| 16h50 às 20h05 ⇒ Saindo do Terminal Alvorada: 4h50 à 8h05 \| 16h às 21h |
| 53                                                   | Terminal Sulacap ↔ Terminal Alvorada                  | Expresso    | 6        | Segunda a Sexta ⇒ Saindo de Terminal Sulacap: 5h às 23h ⇒ Saindo da Terminal Alvorada: 5h35 às 23h30 Sábado ⇒ Saindo de Terminal Sulacap: 5h às 19h30 ⇒ Saindo da Terminal Alvorada: 5h35 às 20h05 |
| Sem numeração                                        | Aeroporto do Galeão ↔ Terminal Gentileza              | Direto      | 2        | Diariamente ⇒ Saindo do Terminal Gentileza: 6h às 00h ⇒ Saindo do Aeroporto do Galeão: 6h às 23h40 |
| 60                                                   | Terminal Deodoro ↔ Terminal Gentileza                 | Parador     | 19       | Diariamente ⇒ Saindo de Terminal Deodoro/Terminal Gentileza: 24h |
| 61                                                   | Terminal Deodoro ↔ Terminal Gentileza                 | Expresso    | 7        | Segunda a Sexta ⇒ Saindo de Terminal Gentileza: 5h30 às 9h \| 16h às 19h30 ⇒ Saindo de Terminal Deodoro: 5h às 9h \| 16h às 19h |
| 71                                                   | Vigário Geral/Praça Dois ↔ Terminal Gentileza         | Expresso    | 9        | Segunda a Sexta ⇒ Saindo de Terminal Gentileza: 5h30 às 9h \| 16h às 19h30 ⇒ Saindo de Vigário Geral/Praça Dois: 5h às 9h \| 16h às 19h |
| 80                                                   | Penha ↔ Terminal Gentileza                            | Parador     | 12       | Diariamente ⇒ Saindo da Penha/Terminal Gentileza: 24h |
| 90                                                   | Terminal Aroldo Melodia (Fundão) ↔ Terminal Gentileza | Parador     | 9        | Diariamente ⇒ Saindo do Terminal Aroldo Melodia (Fundão)/Terminal Gentileza: 4h às 00h |
| 28                                                   | Pingo D'Água ↔ Terminal Curral Falso                  | Parador     | 19       | Diariamente ⇒ Saindo da Pingo D'Água/Terminal Curral Falso: 24h |
| 67                                                   | Terminal Campo Grande ↔ Terminal Deodoro              | Parador     | 18       | Diariamente ⇒ Saindo do Terminal Campo Grande/Terminal Deodoro: 24h |
| 68                                                   | Terminal Deodoro ↔ Terminal Bangu                     | Parador     | 12       | Diariamente ⇒ Saindo do Terminal Deodoro/Terminal Bangu: 24h |
| Atualizado em 01h22min de 16 de agosto de 2025 (UTC) |                                                       |             |          | |

## Passageiros transportados
| Passageiros transportados por empresa (2012-2023) | Passageiros transportados por empresa (2012-2023) | Passageiros transportados por empresa (2012-2023) | Passageiros transportados por empresa (2012-2023) | Passageiros transportados por empresa (2012-2023) | Passageiros transportados por empresa (2012-2023) |
| Ano                                               | Total                                             | Empresa                                           | Ano                                               | Total                                             | Empresa                                           |
| ------------------------------------------------- | ------------------------------------------------- | ------------------------------------------------- | ------------------------------------------------- | ------------------------------------------------- | ------------------------------------------------- |
| 2012                                              | 10 835 917                                        | BRT Rio                                           | 2018                                              | 120 338 896                                       | BRT Rio                                           |
| 2013                                              | 34 793 909                                        | BRT Rio                                           | 2019                                              | 114 609 659                                       | BRT Rio                                           |
| 2014                                              | 75 861 444                                        | BRT Rio                                           | 2020                                              | 59 570 495                                        | BRT Rio                                           |
| 2015                                              | 139 712 368                                       | BRT Rio                                           | 2021                                              | 58 432 483                                        | BRT Rio                                           |
| 2016                                              | 146 076 550                                       | BRT Rio                                           | 2022                                              | 63 185 258                                        | BRT Rio                                           |
| 2017                                              | 134 085 954                                       | BRT Rio                                           | 2023                                              | 79 443 965                                        | MOBI-Rio                                          |
| Fonte: Data.Rio                                   |                                                   |                                                   |                                                   |                                                   |                                                   |

| Passageiros transportados por empresa por ano (2012-2023) |
|                                                           |
| BRT Rio: azul; MOBI-Rio: amarelo. Fonte: Data.Rio         |